# Daniel Mercure
Pour les articles homonymes, voir Daniel Mercure (sociologue) et Mercure.
 (mars 2018).
Si vous disposez d'ouvrages ou d'articles de référence ou si vous connaissez des sites web de qualité traitant du thème abordé ici, merci de compléter l'article en donnant les références utiles à sa vérifiabilité et en les liant à la section « Notes et références ».
Daniel Mercure, né à Montréal le 27 décembre 1955 est pianiste, compositeur, arrangeur, réalisateur, mais surtout fondateur de sa maison de disques, "Les Disques Influence".
Il s'identifie à la musique quand il écoute le film La mélodie du bonheur. Il commence à la télévision en 1966, un an plus tard, il fonde un premier groupe, puis il fréquentera le Conservatoire musical de Montréal et le Collège Boston Berklee College of Musique, et il devient professionnel en 1976.
Depuis 1978, Daniel aura été le directeur musical de plus de vingt-et-une séries télévisées, soit plus de 2 000 émissions et aura participé, à différents niveaux, à une cinquantaine d'albums, dont, ceux de Angèle Arsenault, David Bowie, Robert Charlebois, Renée Claude, Nicole Croisille, Céline Dion, Jean Fabert, Jean-Pierre Ferland, Claude Gauthier, France Gauthier, Yves Laneville, Jean Lapointe, Jacqueline Lemay, Michel Louvain, Robert Marien, Nicole Martin, Dominique Michel, Jean-Guy Moreau, Anna Prucnal, Ginette Reno, Pierre Sénécal, Shirley Théroux, et tant d'autres encore.
Daniel a également signé ses albums Doux Dodo, Doux Noël, Doux Réveil, Images, Les Grandes Mélodies d'Amour, Les Grandes Mélodies du Québec ainsi que Noël Jazz 2005.

## Pour les adultes
- 1993: Images (Disques Influence/Musicor) INFC-9301
- 1994: Sainte Nuit (Arpège Musique/GAM) AMCD-901
- 1996: Le rêve du diable (Disques Influence/Musicor) INFC-9604
- 1997: Les Grandes Mélodies d'Amour (Disques Influence/Musicor) INFC-9605
- 2004: Les Grandes Mélodies du Québec (Disques Helena/DEP) HEL2-2006
- 2005: Noël Jazz 2005 (Disques Digimusik/DEP) HEL2-2078
- 2008: Croisille… Tu me manques (Disques INFLUENCE/DEP) INF-0801 (Producteur)

## Pour les enfants
- 1992: Doux Dodo (Disques Influence/Musicor) INFC-9201
- 1995: Doux Noël (Disques Influence/Musicor) INFC-9602
- 1996: Doux Réveil (Disques Influence/Musicor) INFC-9603
- 2002: Coccinelle (Disques Influence/Distribution Select) INFC-12005